# バウシンガー効果
バウシンガー効果（バウシンガーこうか、Bauschinger effect）は、一度ある方向に塑性変形を与えたのち、逆方向の荷重を加えると、再び同方向に荷重を加えたときより塑性変形が低い応力でおこる効果。
図に示すように、引張りの応力ひずみ曲線図OABと圧縮の応力一ひずみ綾図OA'B'とは原点に関して大体対称であるが、B点まで引張って塑性変形を与えてから荷重を除くと、OCで示される永久ひずみ(Pemanentset)が残留する。C点からさらに同方向に引張ると、大体CDEのような経過をたどり、Bに近いDの応力σDで再び塑性変形がはじまる。ところが、C点から逆に圧縮すると、CD'E'のような経過をたどり、塑性変形のおこるD'の応力σD'は、σDより低くなる。
バウシンガー効果を調べるのには、薄肉中空円筒のねじり試験がもっとも適している。
ねじりを繰り返すことによってバウシンガー効果が薄れ、加工硬化を示してくるのも重要な特徴である。
硬化特性に等方硬化則を用いると、バウシンガー効果とは全く反対の特性を与えることになるので注意が必要である。